# Comuna Mîhailo-Oleksandrivka, Berezivka
Mîhailo-Oleksandrivka (în ucraineană Михайло-Олександрівка) este o comună în raionul Berezivka, regiunea Odesa, Ucraina, formată din satele Mîhailo-Oleksandrivka (reședința) și Veselînivka.

## Demografie
Componența lingvistică a comunei Mîhailo-Oleksandrivka
     Ucraineană (95,28%)
     Rusă (3,85%)
     Alte limbi (0,25%)
Conform recensământului din 2001, majoritatea populației comunei Mîhailo-Oleksandrivka era vorbitoare de ucraineană (95,28%), existând în minoritate și vorbitori de rusă (3,85%).